# Parsi Cola
Parsi Cola – napój typu cola produkowany w Iranie. 
Popularny na Bliskim Wschodzie jako alternatywa wobec amerykańskich marek, takich jak Pepsi i Coca-Cola.
Producentem jest teherańska firma Sasan. Napój dostępny jest w plastikowych butelkach o pojemności 300 i 1500 ml oraz w szklanych butelkach zwrotnych o pojemności 280 ml.

## Podobne produkty
- Zam Zam Cola
- Mecca-Cola
- Qibla Cola
- Evoca Cola